# Vermont
Vermont je savezna država SAD-a. Glavni grad države je Montpelier

## Stanovništvo
Indijanci. Neveliko područje Vermonta bilo je mjestimice naseljeno ili je služilo kao lovište raznim bandama Algonquianskih plemena. Banda Missisquoi ili Mazipskwik iz grupe Sokoki živjela je jedno vrijeme na Missisquoi Riveru.  Pleme Mahican imalo je selo Winooskeek na rijeci Winooski. Pennacookima su se lovišta su nalazila unutar njenih granica a naseljavali su istočne predjele. Najsjevernije bande Pocomtuc Indijanaca su s južnih predjela Vermonta. Danas ima nešto Abenaka. 

## Okruzi (Counties)
Vermont se sastoji od 14 okruga (counties)